# Francisco José Espada
Francisco José Espada Montoro (17 de septiembre de 1993, Fuenlabrada, Provincia de Madrid) es un torero español.

## Biografía
Francisco José Espada nació el 17 de septiembre de 1993 en Fuenlabrada.
Estuvo apoderado desde 2014 por César Jiménez hasta 2018.

## Carrera profesional
Debutó en público en la Plaza de toros de Arenas de San Pedro el 18 de octubre de 2009 cortando 2 orejas y rabo.
Debutó con caballos en la Plaza de toros de Fuenlabrada el 16 de septiembre de 2012 acartelado junto a Uceda Leal y Matías Tejela con novillos de Mariano de León a los que le corto 3 orejas.
Se presenta en las ventas el 19 de mayo de 2014 estando acartelado junto a Posada de Maravillas y Lama de Góngora con novillos de El Montecillo al que le corto una oreja.
Toma la alternativa en la Plaza de toros de Cuenca el 24 de agosto de 2015 con toros de El Tajo y la Reina teniendo de padrino a Morante de la Puebla y de testigo a José María Manzanares, salió por la puerta grande tras cortar dos orejas.
Confirma la alternativa en Las Ventas el 27 de mayo de 2017 con toros de El Torero teniendo de padrino a Joselito Adame y Ginés Marín, resultó herido en su primer toro.

### Estadísticas

#### Novillero con picadores
| Año  | Festejos | Reses lidiadas | Orejas | Rabos | Indultos |
| ---- | -------- | -------------- | ------ | ----- | -------- |
| 2012 | 1        | 2              | 3      | 0     | 0        |
| 2013 | 14       | 27             | 22     | 1     | 1        |
| 2014 | 24       | 47             | 19     | 0     | 0        |
| 2015 | 10       | 23             | 6      | 0     | 0        |

#### Matador de toros
| Año  | Festejos | Reses lidiadas | Orejas | Rabos | Indultos |
| ---- | -------- | -------------- | ------ | ----- | -------- |
| 2015 | 5        | 10             | 10     | 0     | 0        |
| 2016 | 6        | 12             | 10     | 1     | 0        |
| 2017 | 8        | 15             | 13     | 1     | 1        |
| 2018 | 6        | 11             | 8      | 0     | 0        |
| 2019 | 2        | 4              | 1      | 0     | 0        |